# Guillem Vidal Bibiloni
Guillem Vidal Bibiloni (Marratxí, 17 d'agost de 1941) fou un polític mallorquí d'UM primer i del PP després.
Fou alcalde de Marratxí entre 1971 i 1991. Després fou elegit diputat a les eleccions al Parlament de les Illes Balears de 1987, 1991 i 1995 i senador al Senat espanyol entre el 4 de juliol de 1991 i el 5 de juliol de 1995. S'integrà al Grup Parlamentari Popular de la cambra. Imputat i condemnat per abús del seu càrrec en legalitzar unes obres sense llicència, de la seva dona.